# Rudolf Stundl

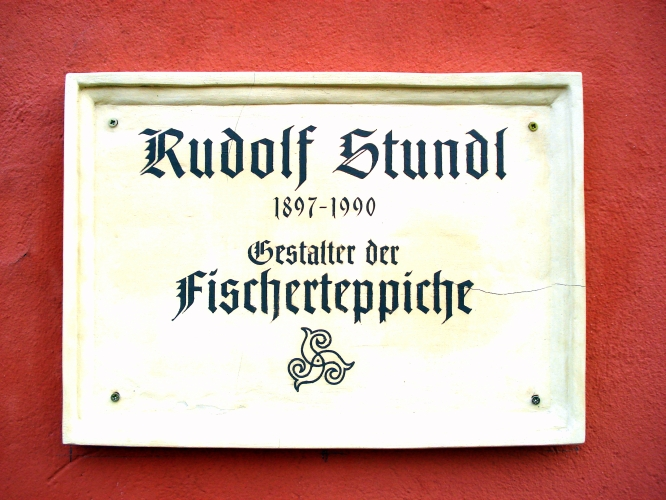
Gedenktafel an Rudolf Stundls Wohnhaus in der Gützkower Str. 84 in Greifswald

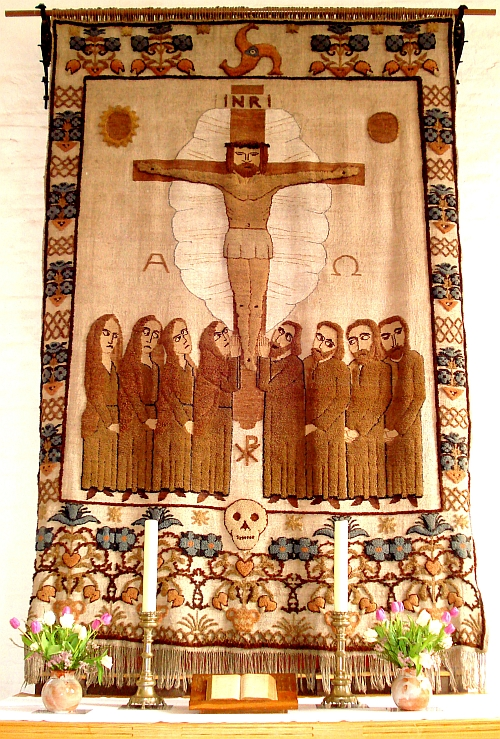
Altarteppich der Kirche Kröslin

Rudolf Stundl (* 4. Februar 1897 in Wien; † 4. April 1990 in Greifswald) war ein österreichischer Musterentwerfer und Tapisserist. Er gilt als eigentlicher Erfinder der Pommerschen Fischerteppiche. Auf eine Stellenanzeige hin kam Stundl 1928 nach Vorpommern, um die dort ansässigen Fischer das Entwerfen, Zeichnen und Knüpfen von Teppichen zu lehren. Durch sein jahrzehntelanges Engagement konnte er eine Volkskunstbewegung initiieren. Erst 1972 legte er seine Funktion als Vorsitzender der Knüpfergenossenschaft nieder, blieb jedoch weiterhin gestalterisch tätig.

## Leben und Wirken
Rudolf Stundl wuchs in bescheidenen Verhältnissen auf. Durch seinen Schulunterricht an verschiedenen ländlichen Orten Sloweniens und Ungarns innerhalb der Donaumonarchie kam er früh in Kontakt mit bäuerlicher Volkskunst. An der Realschule von Zsolna (damals Ungarn) machte er 1918 die Matura. Ab 1919 war er vier Semester Student an der Handelsakademie in Budapest in Verbindung mit einer Ausbildung in Web- und Knüpftechniken. In Zagreb errichtete Rudolf Stundl 1922 eine Werkstatt, die auf das Restaurieren orientalischer Knüpfteppiche ausgerichtet war. 1925 übernahm er die Leitung einer kunsthandwerklichen Firma in Budapest, 1927 war er als Musterentwerfer in Breslau tätig. 1928 übersiedelte Stundl nach Berlin, wo er auf die Zeitungsannonce stieß, laut der in Greifswald ein versierter Teppichknüpfer gesucht wurde.
Aufgrund eines dreijährigen Fischfangverbotes in der südlichen Ostsee sah sich das Landratsamt in Wolgast veranlasst, für die betroffenen Fischer eine alternative Erwerbsmöglichkeit zu suchen. Aufgrund der vorhandenen Fertigkeiten zum Flicken der Fischernetze kam man auf die Teppichknüpferei. Als künstlerisch-technischer Leiter der Pommerschen Fischer-Teppich-Heimknüpferei mit Sitz in Greifswald ermunterte Stundl die Fischer in den Dörfern Ostvorpommerns, sich bei der Motivwahl von der heimischen Landschaft, von Meer und Wald, inspirieren zu lassen. Hierzu lieferte er auch eigene Entwürfe, die zum Teil an überlieferte Ornamente aus dem Ostseeraum anknüpften, zum Teil auch genuin Neues präsentierten.
Es war das Bestreben Rudolf Stundls, parallel zur Teppichknüpferei eine komplexe Dorfkultur mit einer vielfältigen Volkskunstbewegung zu entwickeln. So regte er 1934 das erste Knüpferfest in Freest an und dichtete in Zusammenarbeit mit G. Häußler dessen plattdeutsche Hymne Knüpperfest 1934 sowie das ebenfalls plattdeutsche Teppichknüpferlied Wi knüppen un wäben. Auch die Gründung einer Heimatstube in Freest als Dorfmuseum 1957 wurde von ihm unterstützt. Darüber hinaus organisierte Stundl Verkaufsausstellungen in Berlin, Bremen, Hamburg, Hannover, Lübeck, Rostock, Stralsund, Misdroy sowie in den Bädern der Insel Usedom.
Nach einer anfänglichen Vereinnahmung der Fischerteppiche als „uralter germanischer Tradition“ durch den Nationalsozialismus kam es kriegsbedingt zur Einstellung der Teppichknüpferei und 1940 zur Inhaftierung Rudolf Stundls (bis 1945). Bereits 1946 wurde die Teppichknüpferei mit Unterstützung der Sowjetischen Militäradministration (SMAD) wieder aufgenommen. Im selben Jahr ehelichte Rudolf Stundl die Greifswalder Weberin Frida Pietschmann. Mit Gründung der Handwerklichen Produktionsgenossenschaft Volkskunst an der Ostsee am 17. Mai 1953 wurde Stundl deren Vorsitzender. Die ehemalige Weberei Stundls wurde als „Lehr- und Versuchsanstalt“ angegliedert. Seine Funktion als Vorsitzender legte er 1971 aus Altersgründen nieder, woraufhin er zum Ehrenmitglied des Verbands Bildender Künstler der DDR ernannt wurde. Stundl hatte in der DDR und im Ausland eine bedeutende Zahl von Einzelausstellungen und Ausstellungsbeteiligungen, u. a. 1958, 1967/1968 und 1977/1978 an der Vierten und VI. Deutschen Kunstausstellung und der VIII. Kunstausstellung der DDR in Dresden. 1986 wurde er für sein künstlerisches Lebenswerk mit dem Kunstpreis des Bezirkes Rostock ausgezeichnet.
Rudolf Stundl wurde am 2. Mai 1990 auf dem Alten Friedhof in Greifswald in einem Urnengrab beigesetzt. Sein künstlerischer Nachlass wurde von der Universität Greifswald übernommen, der schriftliche Nachlass befindet sich in der Landesbibliothek Dresden. Stundls Lebenserinnerungen mit dem Titel Interview an der Ostsee sind als unveröffentlichtes Manuskript erhalten.

## Rudolf-Stundl-Stiftung
Seit 1985 existiert in Greifswald die Rudolf-Stundl-Stiftung. Entscheidender Mitinitiator der Stundl-Stiftung war Dr. Kurt Feltkamp, Mitglied der Gemeinschaft emeritierter Hochschullehrer und Rudolf Stundls Rechtsnachfolger. Durch Mittel aus dieser Stiftung kann von der Universität Greifswald der Rudolf-Stundl-Preis für hervorragende Leistungen auf dem Gebiet textilen Gestaltens, vor allem im ornamentalen Schaffen verliehen werden.
Der Rudolf-Stundl-Preis wurde das letzte Mal 1995 verliehen. Die Universität Greifswald hat sich Anfang 2013 entschieden, die Satzung der Stundl-Stiftung zu ändern, um die Stiftung wieder zu beleben. Da auf dem Gebiet des Textilgestaltens/angewandte Kunst nicht mehr ausgebildet wird und somit die notwendige akademische Fachkompetenz auf diesem Gebiet fehlt, hat das Rektorat entschieden, den Stiftungszweck zu erweitern. Nun ist die Vergabe des Preises wieder möglich. Zweck der Stiftung ist jetzt die Förderung von Kunst, Kultur, Wissenschaft und Forschung. In der Stiftungssatzung ist nun festgelegt, dass der Preis für hervorragende wissenschaftliche oder praktische Arbeiten im Zusammenhang mit textilen Materialien oder aus benachbarten Bereichen der materiellen Kultur vergeben werden kann.

## Schriften
- mit Lutz Mohr: Volkskunst an der Ostsee. Teppichknüpferei- und weberei an der Küste des Greifswalder Boddens unter Berücksichtigung der Geschichte des Fischerdorfes Freest. Anläßlich des Jubiläums „50 Jahre Freester und Lubminer Fischerteppichknüpferei“. Neue Greifswalder Museumshefte, Nr. 6 (Sonderheft). Museum der Stadt, Greifswald 1978.